# Otto van Bamberg

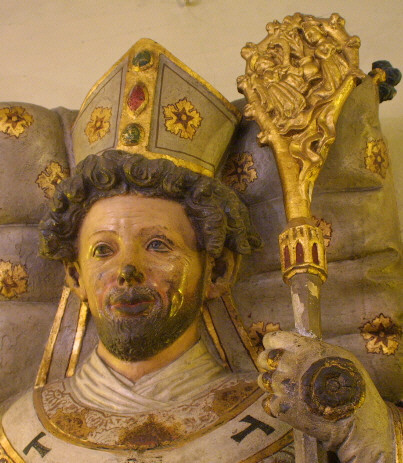
De heilige Otto, beeld in het klooster van Michelsberg

Otto van Bamberg (1060 of 1061 - 30 juni 1139) was een Duitse missionaris en pauselijke legaat die een groot deel van het middeleeuwse Pommeren tot het christendom bekeerde. Hij was de bisschop van Bamberg van 1102 tot aan zijn dood. Hij werd heilig verklaard in 1189.

## Vroege leven
In de decennia na zijn dood zijn drie biografieën over Otto geschreven. Wolfger van Prüfening schreef de zijne tussen 1140 en 1146 in de abdij van Prüfening ; Ebo van Michelsberg schreef tussen 1151 en 1159); en Herbord van Michelsberg schreef in 1159.
Volgens hedendaagse bronnen werd Otto geboren in een adellijke (edelfrei) familie die landgoederen bezat in de Zwabische Jura. Via zijn moeder was hij familie van de Staufers. Een mogelijke afstamming van het Frankische adellijke huis Mistelbach is niet definitief vastgesteld. Toen zijn oudere broer het bezit van hun vader erfde, bereidde Otto zich voor op een kerkelijke carrière en werd hij naar school gestuurd waarschijnlijk in de abdij van Hirsau of een van de kinderkloosters.
Toen in 1082 de Salische prinses Judith van Zwaben, de zus van keizer Hendrik IV, trouwde met de Piast-hertog Władysław I Herman, volgde hij haar op als kapelaan naar het Poolse hof. In 1091 trad hij in dienst van Hendrik IV; hij werd in 1101 benoemd tot kanselier van de keizer en hield toezicht op de bouw van de Dom van Speyer.

## Bisschop

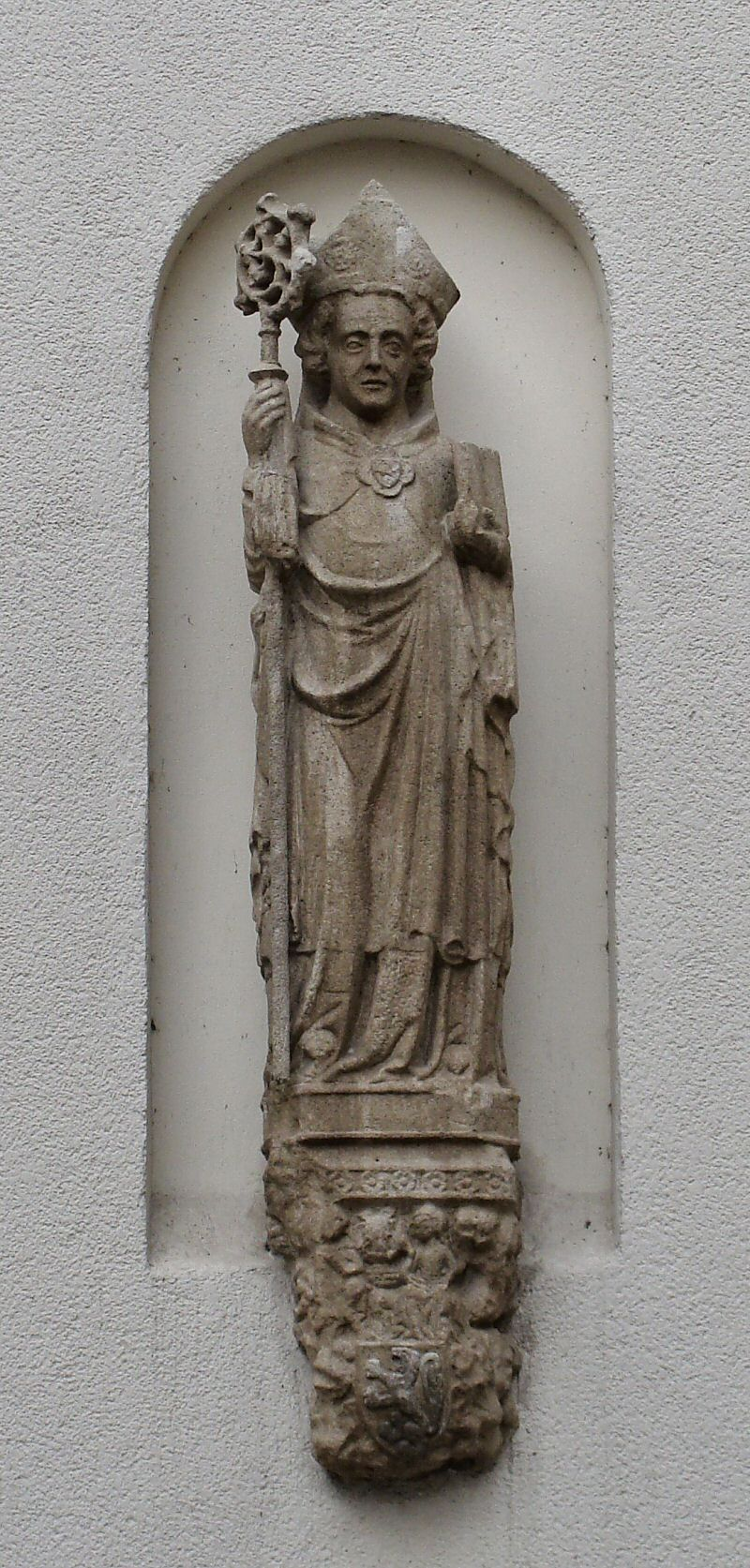
Standbeeld van Otto in het Slot van de Pommerse hertogen, Szczecin

In 1102 benoemde en investeerde de keizer Otto tot bisschop van Bamberg in Frankenland (nu in de deelstaat Beieren), en Otto werd een van de leidende vorsten van het middeleeuwse Duitsland. Hij consolideerde zijn wijdverspreide territoria en tijdens zijn ambtsperiode als bisschop kreeg Bamberg grote bekendheid. Otto stichtte tussen Karinthië en Saksen meer dan 30 kloosters, ziekenhuizen en liet kastelen bouwen. Hij hielp de bevolking uit eigen zak als ze in nood waren.
In 1106 ontving Otto het pallium van paus Paschalis II. Het was bisschop Otto, die de gevangengenomen aartsbisschop Adalbert van Mainz verving, die rond 1112 Hildegard van Bingen kleedde als benedictijner non in de abdij van Disibodenberg Hij bleef trouw aan het keizerlijk hof en werd als gevolg daarvan geschorst door een groep gezanten gestuurd door de paus, onder leiding van Cuno van Praeneste tijdens de synode van Fritzlar in 1118. Hij verwierf bekendheid als diplomaat en politicus, met name tijdens de Investituurstrijd tussen de keizer en het pausdom. Op het congres van Würzburg in 1121 onderhandelde Otto met succes over het vredesverdrag, het Concordaat van Worms, dat in 1122 werd ondertekend Voor zijn bijdrage ontving Otto I geschenken van Keizer Hendrik V ten behoeve van de kathedraal. In de jaren 1130 bleef hij arbitreren tussen keizer Lotharius van Supplinburg en de opkomende Hohenstaufens.
Als bisschop leidde Otto een eenvoudig en sober leven, maar hij deed veel om zijn kerkelijke en wereldlijke rijk te verbeteren. Hij restaureerde en voltooide de Dom van Bamberg nadat deze in 1081 door brand was beschadigd, verbeterde de kathedraalschool, stichtte talloze kloosters en bouwde een aantal kerken op zijn grondgebied. Hij breidde de stad Bamberg enorm uit en herbouwde het Sint-Michielsklooster, dat rond 1117 door een aardbeving was verwoest.

## Missionaris
Een van zijn grote prestaties was zijn vreedzame en succesvolle zendingswerk onder de Pomoranen, nadat verschillende eerdere gedwongen pogingen van de Poolse heersers en de Spaanse bisschop Bernard om Pommeren tot het christendom te bekeren waren mislukt. Otto werd in 1124 op zijn eerste missie gestuurd door de Poolse hertog Bolesław III.
Otto's aanpak was beslist anders dan die van Bernard. Bernard reisde alleen en als een arme en onbekende priester, terwijl Otto, een rijke en beroemde man, werd vergezeld door 20 geestelijken van zijn eigen bisdom, talloze bedienden, 60 krijgers die Boleslaw hem had geleverd, en hij droeg talloze voorraden en geschenken bij zich. Het feit dat hij al rijk was, verzekerde de Pomoranen ervan dat het zijn doel was hen alleen tot het christendom te bekeren, niet om rijk te worden ten koste van hen. Als officiële pauselijke legaat bekeerde hij een groot aantal Pomoranen, met name in de steden Pyritz, Cammin, Stettin en Jomsborg, en werd hij bekend als de "Apostel van Pommeren". De bisschop van Bamberg zou meer dan 22.000 mensen in Pommeren hebben gedoopt en elf kerken hebben gesticht.
Nadat hij in 1125 naar Bamberg was teruggekeerd, begonnen sommige heidense gebruiken zich opnieuw te doen gelden, en Otto reisde in 1128 opnieuw naar Pommeren. Hierbij kreeg hij de steun van Wartislaw I, hertog van Pommeren. Hij stuurde ook priesters uit Bamberg om in Pommeren te dienen. Zijn voornemen om een bisschop voor Pommeren te wijden werd gedwarsboomd door de bisschoppen van Maagdenburg en Gniezno die metropolitaanse rechten over Pommeren claimden. Pas na zijn dood in 1139 werd zijn voormalige metgezel, Adalbert van Pommeren, in 1140 ingewijd tot bisschop van Wolin.

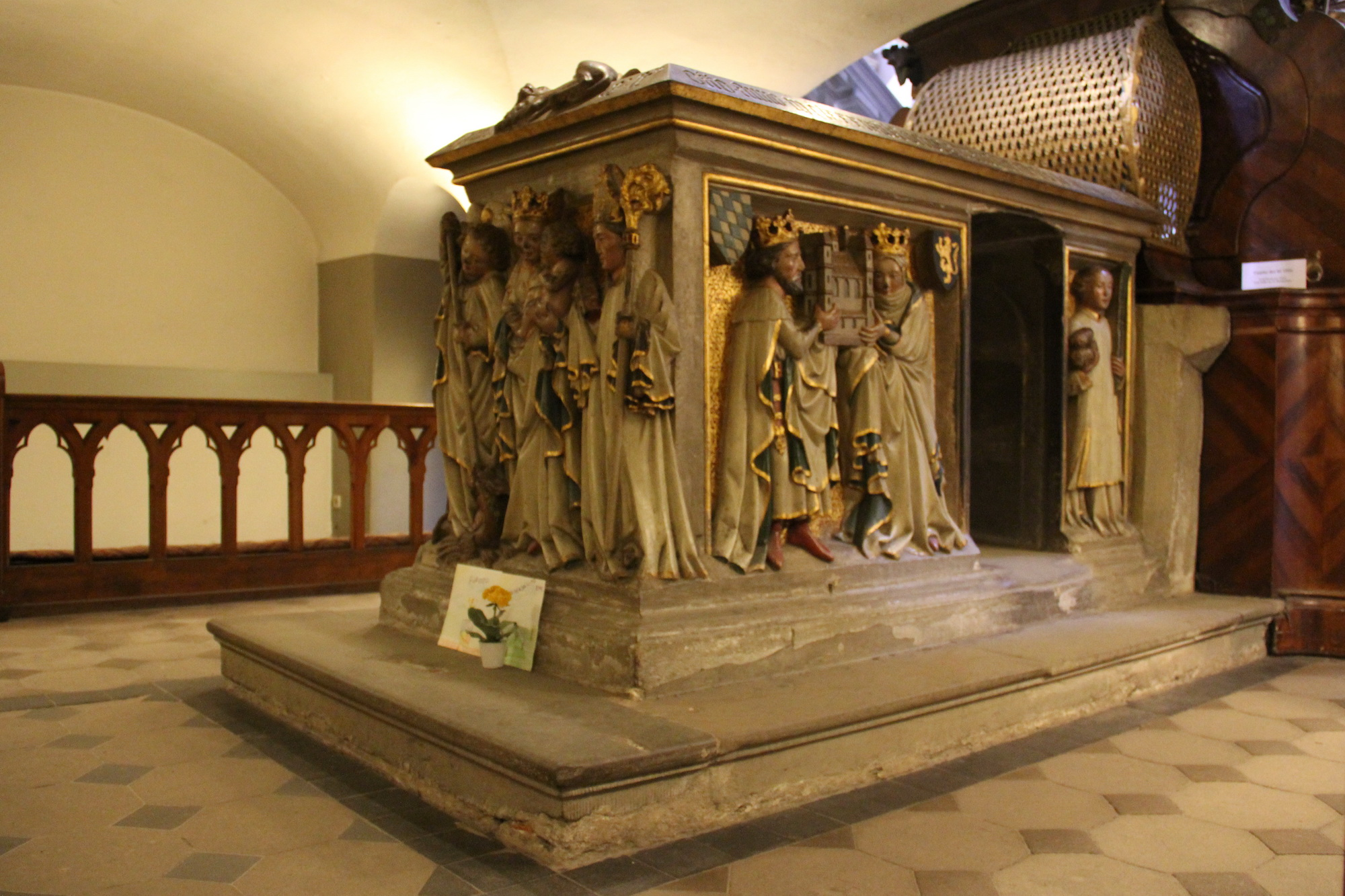
Otto's graf in het Klooster van Michaelsberg

Het gebied van West-Pruisen rond Danzig werd ook gekerstend via Pommeren, en het klooster van Oliwa in Danzig werd in die tijd gesticht, terwijl Oost-Pruisen later via Riga werd gekerstend door de Duitse Orde.

## Verering
Otto stierf op 30 juni 1139 en werd begraven in het Klooster van Michaelsberg, Bamberg. Hij werd in 1189 heilig verklaard door paus Clemens III. Hoewel hij op 30 juni stierf, wordt zijn naam op 2 juli in de Romeinse martyrologie vermeld. In het aartsbisdom Bamberg wordt op 30 september nog steeds het hoogfeest van de heilige gevierd.
Otto is de patroonheilige van het aartsbisdom Bamberg, co-patroonheilige van het aartsbisdom Berlijn, van het bisdom Stettin-Kammin, en riep om hulp tegen koorts en hondsdolheid.